# Арриага
Арриа́га (исп. Arriaga) — город в Мексике, штат Чьяпас, входит в состав одноимённого муниципалитета и является его административным центром. Численность населения, по данным переписи 2020 года, составила 25 366 человек.

## Общие сведения
Поселение появилось как железнодорожная станция, и 28 мая 1910 года получило статус посёлка с названием Арриага, в честь мексиканского юриста и политика — Понсиано Арриги.
В период с 1914 по 1920 годы из-за вооружённых конфликтов во время мексиканской революции множество семей переехали в Арриагу, что привело её к бурному росту.
1 декабря 1943 года Арриаге был присвоен статус города.